# Phyllostachys lofushanensis
Phyllostachys lofushanensis är en gräsart som beskrevs av Z.P.Wang, C.H.Hu och Guang Han Ye. Phyllostachys lofushanensis ingår i släktet Phyllostachys och familjen gräs. Inga underarter finns listade i Catalogue of Life.